# Mould Bay Airport
Mould Bay Airport (franska: Aéroport de Mould Bay) är en flygplats i Kanada.   Den ligger i territoriet Northwest Territories, i den norra delen av landet, 4 000 km nordväst om huvudstaden Ottawa. Mould Bay Airport ligger 25 meter över havet.
Terrängen runt Mould Bay Airport är huvudsakligen platt, men åt sydväst är den kuperad. Havet är nära Mould Bay Airport åt sydväst. Trakten runt Mould Bay Airport är nära nog obefolkad, med mindre än två invånare per kvadratkilometer..
Trakten runt Mould Bay Airport består i huvudsak av gräsmarker.